# Piotr Calungsod
Piotr Calungsod, właśc. hiszp. Pedro Caluñgsod (ur. ok. 1654, zm. 2 kwietnia 1672 w Tomhom na wyspie Guam) – filipiński katecheta, misjonarz, męczennik chrześcijański, święty Kościoła katolickiego.

## Życiorys
Piotr pochodził z regionu Visayas na Filipinach. Był wykształcony przez jezuitów: umiał czytać, pisać, malować, rysować, śpiewać, a także pracował jako stolarz. Później został katechetą i misjonarzem.
Poniósł śmierć męczeńską w Tomhom na wyspie Guam z rąk miejscowej ludności, a z nim zginął o. Dydak Ludwik de San Vitores.
Został beatyfikowany przez papieża Jana Pawła II w dniu 5 marca 2000 roku, a kanonizowany 21 października 2012 przez papieża Benedykta XVI.